# Стіне Егеде
Стіне Егеде Норбек (гренл. Stine Egede Nørbæk; нар. 1964)  — гренландський політик і поліцейський співробітник.

## Раннє життя і кар'єра
Стіне Егеде народилася в Нарсаку, але виросла в Ігаліку. З 1985 по 1988 рік працювала помічником офісу. Далі до 2011 року працювала поліцейським. Вона керувала в’язницею Какорток з 2011 по 2012 роки, перш ніж повернутися до роботи в якості офіцера поліції. Є головою ради директорів будинку для бездоглядних дітей Akilliit.

## Політична кар'єра
Егеде балотувалася вперше на парламентських виборах 2013 року, але посіла лише друге місце з 88 голосами. Їй пощастило більше на місцевих виборах того ж року, де вона отримала 235 голосів за свою партію в муніципалітеті Куяллек і таким чином увійшла до місцевої ради. Цей результат вона змогла повторити у 2017 році, коли з 313 голосами посіла друге місце серед усіх кандидатів. На парламентських виборах 2018 року набрала 99 голосів і посіла перше місце в Інацісартуті. На загальних виборах 2021 року здобула 133 голоси і повернулася до парламенту. У той же час отримала безумовно найкращий результат на місцевих виборах у муніципалітеті Куяллек – 410 голосів.  У результаті призначена мером муніципалітету та пішла у відпустку з парламенту. 